# Gæstebog
En gæstebog er en bog, hvori gæster kan skrive en hilsen. En gæstebog kan anvendes i private hjem eller på hoteller, vandrehytter, museer eller andre steder, hvor der kommer fremmede. 
Ordet gæstebog bruges også om det sted hvor man kan lægge hilsner på hjemmesider. Hjemmesider beregnet til at møde andre mennesker, opererer oftest med gæstebøger. Hver bruger på disse hjemmesider har sin egen gæstebog, hvor andre brugere kan skrive personlige hilsner.
Dette ses på sider som fx arto, LunarStorm og myspace.